# الهفهاف بن المهند الراسبي
الهفهاف بن المهند الراسبي الأزدي البصري (توفي سنة 61 هـ) كان من أصحاب الحسين بن علي. خرج من البصرة إلى الكوفة عندما سمع بخروج الامام الحسين عليه السلام إلى الكوفة خشية الفتنة والاقتتال لانه يعلم أن الحسين بن علي غادر وسُيقتل وإن تعلق بإستار الكعبة كما حدث بعده في وقعة الحَرة من قتل الصحابة ورمي الكعبة بالمنجنيق فسافر إلى الكوفة بعد أن دعاه زعماء الكوفة بطلب من من عبيد الله بن زياد والي يزيد بن معاوية إلى العراق والامام الحسين (عليه السلام) يعلم بإنه سيقتل كما في مصادر المسلمين من تبليغ رسول الله محمد
(صلى الله عليه وآله وسلم): (قام من عندي جبريلُ قبل: فحدَّثني أنَّ الحسينَ يُقْتَلُ بشَطِّ الفراتِ) لذلك اتجه إلى الكوفة هو وعياله واصحابه ليقيم الحجة على أهل الكوفة وحتى لا يقال أن أهل البيت (عليهم السلام) رضوا بحكم يزيد ولا تقوم بعدهم الثورات ويسكت المسلمين على الباطل لا كما يشاع أنه ذهب لكي يبايعوه أهل الكوفة فهو يعلم بإنه سيقتل ولن يبايعوه فقامت بعده الكثير من الثورات على حكم بني أمية كثورة التوابين وثورة المختار الثقفي وثورتا عبد الله بن الزبير وعبد الرحمن بن الأشعث حتى ثورة زيد بن علي ولم يدم حكمهم بعد إستشهاد الامام الحسين (عليه السلام) سوى 91 عام من 41 هـ إلى 132 هـ  في الشام
وصل الهفاف إلى كربلاء عندما انتهت المعركة، وتصاعدت أعمدة الدخان من الخيام، ورفعت رؤوس أهل البيت واصحابهم على الرماح. فقاتل عسكر عمر بن سعد حتى استشهد (رضوان الله عليه). ذكر القاضي نعمان المغربي في شرح الأخبار بأنه آخر شهيد معركة كربلاء.

## سبب خروج الحسين بن علي
خرج الامام الحسين (عليه السلام) إلى الكوفة خشية الفتنة والاقتتال لانه يعلم أن يزيد بن معاوية غادر وسُيقتل وإن تعلق بإستار الكعبة كما حدث بعده في وقعة الحَرة من قتل الصحابة ورمي الكعبة بالمنجنيق فسافر إلى الكوفة بعد أن دعاه زعماء الكوفة بطلب من من عبيد الله بن زياد والي يزيد بن معاوية إلى العراق والامام الحسين (عليه السلام) يعلم بإنه سيقتل كما في مصادر المسلمين من تبليغ رسول الله محمد (صلى الله عليه وآله وسلم): (قام من عندي جبريلُ قبل: فحدَّثني أنَّ الحسينَ يُقْتَلُ بشَطِّ الفراتِ) ، فبعث ابن عمه مسلم بن عقيل بن أبي طالب، خرج مسلم بن عقيل بصحبة عبد الرحمن بن عبد الله الأرحبي، وقيس بن مسهر الصيداوي، وعمارة بن عبيد السلولي، فلما وصل مسلم المدينة أخذ معه دليلين، وفي الطريق إلى الكوفة تاهوا في البرية ومات أحد الدليلين عطشاً، وكتب مسلم إلى الحسين يستعفيه، فكتب إليه الحسين: أن امض إلى الكوفة. ولما وصل مسلم بن عقيل إلى الكوفة نزل عند المختار بن أبي عبيد في أول قدومه، فلما جاء ابن زياد، وتولى إمارة الكوفة، وأخذ يشدد على الناس انتقل مسلم عند هانئ بن عروة؛ وذلك خشية انكشاف أمره، ثم لمكانة هانئ وأهميته كأحد أعيان الكوفة، ولما بدا الشك يساور ابن زياد من هانئ بن عروة خشي مسلم بن عقيل على نفسه، وانتقل أخيراً ولفترة قصيرة جداً عند مسلم بن عوسجة الأسدي -أحد دعاة الشيعة-، ولما بلغ أهلَ الكوفة قدومُ مسلم بن عقيل قدموا إليه فبايعه اثنا عشر ألف، وتمت تلك المبايعة بصورة سرية مع تحرص شديد، ولما تأكد لمسلم بن عقيل رغبة أهل الكوفة في الحسين وقدومه إليهم كتب إلى الحسين. أما بعد، فإن الرائد لا يكذب أهله، إن جميع أهل الكوفة معك، فأقبِلْ حين تنظر في كتابي، وهنا تأكد للحسين صدق نوايا أهل الكوفة، وأنه ليس عليهم إمام كما ذكروا من قبل، فلا بد في هذه الحالة أن يفي لهم بما وعدهم به، حين كتب إلى أهل الكوفة: وقد بعثت إليكم أخي وابن عمي وثقتي من أهل بيتي، وأمرته أن يكتب إليَّ بحالكم وأمركم ورأيكم، فإذا كتب إلي أنه قد أجمع رأي ملئكم وذوي الفضل والحجى منكم على مثل ما قدمت به رسلكم، وقرأته في كتبكم، أقدم عليكم -إن شاء الله-، فلما وصل إلى الحسين بن علي كتاب مسلم بن عقيل الذي طلب منه القدوم إلى الكوفة وأن الأمر مهيأ لقدومه، تجهز الحسين بن علي، وعزم على المضي إلى الكوفة بأهله وخاصته.
صفاته
كان الهفهاف بن المهنّد الراسبي الأزدي البصري فارساً شجاعاً بصريّاً، ومن أصحاب الخليفة علي بن أبي طالب. حضر معه حروبه الثلاث الجمل وصفين والنهروان. وفي صفين جعله أمير المؤمنين آمراً على قبيلة الأزد. وكان ملازماً له إلى أن قُتل. ومن بعده أصبح من أصحاب الحسن بن علي، ومن بعده صار من أصحاب الحسين بن علي.
عندما بلغه بأن الإمام الحسين خرج من مكة إلى الكوفة، خرج من البصرة إلى كربلاء مخترقاً حصار ابن زياد للالتحاق بالحسين.

## مقتله
عندما وصل الهفهاف إلى كربلاء كانت المعركة قد انتهت وكانت تتصاعد أعمدة الدخان من الخيام، وترفع الرؤوس على الرماح.
فدخل على عسكر عمر بن سعد، فسأل عن أخبار الامام الحسين والدخان الذي كان يشاهده. فلمّا سمع بقتل الحسين وهجوم القوم على الخيام انتضى سيفه وشدّ عليهم وهو يرتجز ويقول:
ثم قتل منهم ما قتل، تقول الروايات التاريخية أنه قتل منهم جمعاً كثيراً واُثخن بالجراحات، فحمل عليه جمع واحتوشوه، حتّى قتلوه.
نُقل أنَّ الإمام زين العابدين أبَّنه وأثنى على شجاعته.